# Taiso
Taiso (dal giapponese 体, tai, o "corpo", e 操, so, o "tempra", letteralmente "tempra del corpo") è un vocabolo giapponese utilizzato per indicare una pratica volta a rafforzare e allenare il fisico. In un'accezione più ampia il termine viene impiegato in riferimento a qualsiasi esercizio atto alla preparazione del corpo per svolgere un'attività fisica. 
In Giappone e in Cina, questo tipo di allenamento è associato alla preparazione atletica di chi pratica arti marziali. Il termine viene anche utilizzato in modo più generico per indicare un particolare tipo di ginnastica, svincolata dalla pratica marziale. Questa seconda connotazione del termine è dovuta al fatto che il taiso, a causa della commistione di tecniche che comprende, risulta una pratica estremamente scalabile, in grado di adattarsi alla preparazione dell'atleta agonista così come alla riabilitazione muscolo-articolare. 
Nel taiso tutto è movimento. Non esiste movimento senza respirazione e questa, attraverso l'immissione e l'emissione continua di aria, mette in moto il ki, l'energia vitale che si concentra nel tanden (punto interno all'addome posto tre dita sotto l'ombelico) e da cui poi si espande in tutto il corpo.
Il taiso nella sua versione "dolce" si presenta come un insieme di esercizi volti a riportare e mantenere in equilibrio il livello energetico dell'organismo attraverso tecniche di automassaggio, di allungamento del sistema muscolare-tendineo e di sblocco delle articolazioni, accompagnate da una corretta respirazione e un intenso e costante ascolto del proprio sé interiore. Nella versione "forte", invece, permette al praticante di potenziare (sviluppando forza) i muscoli, allungare, ma al tempo stesso rafforzare i tendini, aumentare la capacità polmonare, migliorare l'efficienza del sistema cardiovascolare e sviluppare la concentrazione.
Gli esercizi sono molteplici e variano a seconda della disciplina a cui si applicano, di conseguenza non esiste una sequenza predeterminata di tecniche da eseguire: solitamente sta all'insegnante creare una propria sequenza di esercizi fondata sull'esperienza e sulla finalità da perseguire. Ciò nonostante è possibile individuare tre forme semi-codificate di taiso: l’hotoke taiso, il daruma taiso e il nanbu taiso.